# 4634 Shibuya
4634 Shibuya (1988 BA) là một tiểu hành tinh vành đai chính được phát hiện ngày 16 tháng 1 năm 1988 bởi Inoue và Muramatsu ở Kobuchizawa.